# Jules Chappaz
Jules Chappaz (* 22. Mai 1999 in Annecy) ist ein französischer Skilangläufer.

## Werdegang
Chappaz nahm bis 2019 an U18 und U20-Rennen im Alpencup teil und belegte dabei in der Saison 2017/18 den achten Platz und in der Saison 2018/19 den ersten Platz in der U20-Gesamtwertung. Bei den Junioren-Skiweltmeisterschaften 2018 in Goms lief er auf den 67. Platz im Skiathlon und auf den 23. Rang über 10 km klassisch. Im folgenden Jahr holte er bei den Junioren-Skiweltmeisterschaften in Lahti die Goldmedaille über 10 km Freistil. Zudem kam er dort auf den 14. Platz im 30-km-Massenstartrennen, auf den achten Rang mit der Staffel und auf den vierten Platz im Sprint. Zu Beginn der Saison 2019/20 startete er in Pokljuka erstmals im Alpencup und belegte dabei den 18. Platz im Sprint und den 16. Rang über 15 km Freistil. Beim folgenden Alpencup in St. Ulrich am Pillersee siegte er im Sprint und über 10 km Freistil. Daraufhin absolvierte er bei der Tour de Ski 2019/20, die er nach vier Etappen vorzeitig beendete, seine ersten Weltcuprennen. Dabei holte er in Toblach mit dem 13. Platz über 15 km Freistil seine ersten Weltcuppunkte. Im Februar 2020 siegte er in Piancavallo im Sprint und über 15 km klassisch und belegte damit den zweiten Platz in der Gesamtwertung des Alpencups. Bei den U23-Weltmeisterschaften 2020 in Oberwiesenthal lief er auf den 41. Platz über 15 km klassisch und auf den 30. Rang im Sprint. In der Saison 2021/22 errang er mit drei ersten Plätzen den fünften Platz in der Gesamtwertung des Alpencups.  Bei den U23-Weltmeisterschaften 2022 in Lygna gewann er die Silbermedaille mit der Mixed-Staffel. Zudem lief er dort auf den 16. Platz über 15 km klassisch und auf den sechsten Platz im Sprint.

## Siege bei Continental-Cup-Rennen
| Nr. | Datum             | Ort                     | Disziplin        | Serie    |
| --- | ----------------- | ----------------------- | ---------------- | -------- |
| 1.  | 19. Dezember 2019 | St. Ulrich am Pillersee | Sprint Freistil  | Alpencup |
| 2.  | 21. Dezember 2019 | St. Ulrich am Pillersee | 10 km Freistil   | Alpencup |
| 3.  | 7. Februar 2020   | Piancavallo             | Sprint Freistil  | Alpencup |
| 4.  | 8. Februar 2020   | Piancavallo             | 15 km klassisch  | Alpencup |
| 5.  | 22. Januar 2022   | Oberstdorf              | Sprint klassisch | Alpencup |
| 6.  | 4. Februar 2022   | Planica                 | 15 km klassisch  | Alpencup |
| 7.  | 5. Februar 2022   | Planica                 | Sprint Freistil  | Alpencup |

## Platzierungen im Weltcup

### Weltcup-Statistik
Die Tabelle zeigt die erreichten Platzierungen im Einzelnen.
- 1.–3. Platz: Anzahl der Podiumsplatzierungen
- Top 10: Anzahl der Platzierungen unter den ersten zehn
- Punkteränge: Anzahl der Platzierungen innerhalb der Punkteränge
- Starts: Anzahl gelaufener Rennen in der jeweiligen Disziplin
- Hinweis: Bei den Distanzrennen erfolgt die Einordnung gemäß FIS.

| Platzierung               | Distanzrennen a | Distanzrennen a | Distanzrennen a | Distanzrennen a | Distanzrennen a | Skiathlon Verfolgung | Sprint | Etappen- rennen b | Gesamt | Team   | Team    |
| Platzierung               | ≤ 5 km          | ≤ 10 km         | ≤ 15 km         | ≤ 30 km         | > 30 km         | Skiathlon Verfolgung | Sprint | Etappen- rennen b | Gesamt | Sprint | Staffel |
| ------------------------- | --------------- | --------------- | --------------- | --------------- | --------------- | -------------------- | ------ | ----------------- | ------ | ------ | ------- |
| 1. Platz                  |                 |                 |                 |                 |                 |                      |        |                   |        |        |         |
| 2. Platz                  |                 |                 |                 |                 |                 |                      | 3      |                   | 3      | 1      |         |
| 3. Platz                  |                 |                 |                 |                 |                 |                      |        |                   |        | 1      |         |
| Top 10                    |                 |                 | 1               | 1               |                 |                      | 8      |                   | 10     | 5      | 2       |
| Punkteränge               |                 | 9               | 4               | 7               |                 |                      | 33     | 1                 | 54     | 6      | 2       |
| Starts                    |                 | 16              | 6               | 9               |                 | 7                    | 37     | 1                 | 76     | 6      | 2       |
| Stand: Saisonende 2024/25 |                 |                 |                 |                 |                 |                      |        |                   |        |        |         |

### Weltcup-Gesamtplatzierungen
| Saison  | Gesamt | Gesamt | Distanz | Distanz | Sprint | Sprint |
| Saison  | Punkte | Platz  | Punkte  | Platz   | Punkte | Platz  |
| ------- | ------ | ------ | ------- | ------- | ------ | ------ |
| 2019/20 | 21     | 104.   | 21      | 58.     | -      | -      |
| 2020/21 | 11     | 112.   | -       | -       | 11     | 67.    |
| 2021/22 | 22     | 99.    | -       | -       | 22     | 55.    |
| 2022/23 | 631    | 27.    | 78      | 74.     | 553    | 12.    |
| 2023/24 | 820    | 24.    | 341     | 31.     | 440    | 17.    |
| 2024/25 | 522    | 26.    | 108     | 66.     | 414    | 12.    |